# Sitio de Valencia de Alcántara
La Batalla de Valencia de Alcántara tuvo lugar en agosto de 1762, fecha en la que una fuerza anglo portuguesa dirigida por John Burgoyne sorprendió y capturó la ciudad de Valencia de Alcántara de sus defensores españoles durante la Guerra de los Siete Años. La ciudad fue tomada el 27 de agosto como parte de la defensa contra la invasión española de Portugal. Dicha campaña es conocida como la Guerra Fantástica.

## Antecedentes
Las fuerzas que habían ocupado  Almeida eran parte de una gran ofensiva española para invadir Portugal. Una pinza por el norte invadió Portugal desde Galicia, cruzó el  Duero y amenazó a Oporto mientras la fuerza del sur cruzaba la frontera desde Ciudad Rodrigo. Mientras España invadía Portugal con el apoyo de Francia, Gran Bretaña envió refuerzos para ayudar a los portugueses; en total alrededor de 8000 hombres dirigidos por John Burgoyne.

## La batalla
El 24 de agosto, el  conde de Lippe, a cuyas órdenes se encontraban las fuerzas anglo-portuguesas, decidió atacar la ciudad española de Valencia de Alcántara, que era la base de abastecimiento principal de la invasión de Portugal. Para ello envió a John Burgoyne, coronel de la 16º Regimiento ligero de dragones con rango de general de brigada con un contingente anglo-portugués de alrededor de 2800 hombres compuesto por 400 dragones ligeros, seis compañías británicas de infantería del 3.er Regimiento de a pie, once compañías de granaderos portugueses, dos obuses y dos cañones ligeros. Burgoyne pasó el Tajo en Abrantes. En Castelo de Vide se le unieron a Burgoyne 100 soldados de a pie portugueses, 50 de a caballo y unos 40 campesinos armados.
El 27 de agosto, después de marchas forzadas que totalizaron 75 km, atacaron y capturaron la ciudad pues sorprendieron a los defensores españoles; Burgoyne condujo su caballería de forma muy efectiva. Una vez que la ciudad había sido capturada, los británicos y los portugueses limpiaron rápidamente las casas del vecindario de las tropas españolas, tomaron varios prisioneros, incluido un general español. Las compañías del regimiento español de Sevilla que estaban guarneciendo la ciudad fronteriza fueron aniquiladas. La ciudad no sufrió daños y tuvo que pagar como rescate los impuestos de un año en el maíz.

## Consecuencias
Esta pequeña victoria levantó la moral portuguesa. Burgoyne recibió un gran diamante y las banderas españolas capturadas. La victoria retrasó la invasión y contribuyó a la victoria general de ese año. Dos meses más tarde derrotó nuevamente a los españoles en la batalla de Vila Velha.